# さいたま市立三橋中学校
さいたま市立三橋中学校（さいたましりつ みはしちゅうがっこう）は、埼玉県さいたま市大宮区三橋一丁目にある公立中学校。

## 沿革
- 1947年（昭和22年）5月3日 - 大宮市立第二中学校（桜木三橋地区合併）創立。三橋地区には三橋小学校に分校を設置。
- 1948年（昭和23年）10月31日 -  大宮市立第二中学校を分割し、分校を大宮市立三橋中学校に改称して独立。引き続き三橋小学校校舎を借用。水村実、初代校長に課せられる。なお、本校は1949年3月31日に桜木中学校に改称。
- 1949年（昭和24年）5月15日 - 新築校舎落成式挙行。三橋4-96に移転。
- 1951年（昭和26年）4月1日 - 校歌制定。
- 1952年（昭和27年）7月18日 - 増築校舎落成式。
- 1958年（昭和33年） - 大宮市立植水中学校（初代）を統合。二階建新校舎（4教室）落成式。
- 1961年（昭和36年） - 二階建新校舎（6教室）増築落成式。
- 1966年（昭和41年） - 大宮市三橋1丁目1300番地に移転。
- 1970年（昭和45年） - 増築校舎竣工。
- 1972年（昭和47年） - 埼玉県同和教育研究指定校に指定。
- 1975年（昭和50年） - 西中学校新設分離。
- 1980年（昭和55年） - 植水中学校（二代）新設分離。
- 1984年（昭和59年） - 「希望の森」造成。
- 1985年（昭和60年） - 「希望の園」造成。
- 1987年（昭和62年） - 40周年記念式典。北門へ40周年記念植樹。
- 1996年（平成8年） - さわやか相談室開設。
- 2001年（平成13年） - 浦和市、与野市との合併に伴いさいたま市立三橋中学校に改称。
- 2013年（平成25年） - 昇降口の像を老朽化のため撤去決定。

## 校歌
- 作詞

下山つとむ
- 作曲

下総皖一

## その他
- 学校が立つ以前は沼地であったため、校舎裏に石碑が立てられている。

## 主な卒業生
旧大宮市立三橋中学校時代
- 夏木マリ（女優・歌手）[1]

## 交通アクセス
- JR大宮駅西口から西武バスを利用し、「佐知川原」または「西遊馬」行きでは「三橋1丁目」で下車、その他のバス停行きでは「並木中」で下車。